# 凯特托
凯特托（法語：Quettetot，法語發音：[kɛtəto]）是法国芒什省的一个旧市镇，属于瑟堡区。2016年，凯特托与临近的5个市镇合并为新市镇科唐坦地区布里克贝克。

## 地理
凯特托（49°29'15"N, 1°40'0"W）面积12.43 平方千米，位于法国诺曼底大区芒什省，该省份为法国西北部沿海省份，西、北、东北三面环大西洋，东起顺时针与卡爾瓦多斯省、奧恩省、马耶讷省和伊勒-维莱讷省接壤。
与凯特托接壤的市镇（或旧市镇、城区）包括：布里克贝克、科唐坦地区布里克贝克、格罗斯维尔、罗维尔拉比戈、圣日耳曼勒加亚尔、勒弗雷托。

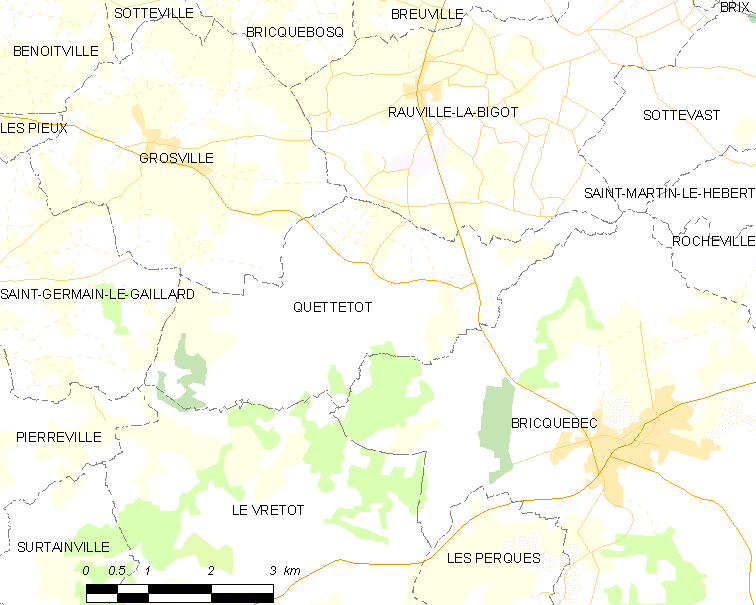
凯特托的OSM定位图

凯特托的时区为UTC+01:00、UTC+02:00（夏令时）。

## 行政
凯特托的邮政编码为50260，INSEE市镇编码为50418。

## 政治
凯特托所属的省级选区为科唐坦地区布里克贝克县。

## 人口

1962-2008年间凯特托人口变化图示

凯特托于2018年1月1日时的人口数量为702人。